# 超時空遊俠
《超時空遊俠》（日语：たいむとらぶるトンデケマン!）為日本動畫室PRODUCTION REED在1989年至1990年期間播出的電視動畫。
除在日本當地外，也曾在海外如台灣、英屬香港（無線及亞覙）、中東等地方的電視台播出。而十數年後日本於2005年至2006年在AT-X頻道上再次播放。

## 作品概要
此為動畫角色設計師蘆田豐雄在《魔神英雄傳》、與《魔動王》播放後所參與製作的作品。
動畫內容以時光冒險為主題，描述著在二十世紀日本裡，一對名叫神童隼人與新舞由美的中學生，某日得知鎮上的李奧納多博士發明出一個水壺形狀、叫作飛天壺的時光機器，但之後隼人與由美意外被飛天壺弄出的時光隧道前往到9世紀的巴格達市，而降臨到巴格達市時的倆人也發現飛行壺失蹤。為了能找回飛天壺、重返到二十世紀日本，隼人與由美便泊宿在由莎菈菈公主統治的巴格達王城内等待時機。

## 主要角色
飛天壺
由李奧納多博士開發；外觀為水壺狀、掛著太陽眼鏡模樣的時間機器，能從壺嘴的地方發射出可穿越時空的光束。
擁有著可與人對話的優異人工智能，並帶有著關西腔的語調。
性格上並沒有特定服從的對象，只要誰能持有它就會認定是使喚它的主人。
神童隼人
作品男主角，14歲的國二男孩。因飛天壺的關係而意外從20世紀的日本來到9世紀的巴格達生活。
對於足球方面的射門技巧特別拿手，並在經歷的各種時光冒險裡常以足球作為解危的器具。
角色名字「神童隼人」改自於阿拉伯神話人物「辛巴達」的日語讀法，台視播放版本的譯名則改為「神童沙克強」。
新舞由美
作品女主角，和神童隼人同校的好友，並與他一同來到9世紀的巴格達。
熟悉歷史方面的知識、以及機械相關的改造，與擅長體能的神童隼人為互補的搭檔。
台視播放版本的譯名是「史小美」。
莎菈菈公主
為巴格達王室的公主，被眾人稱為阿拉伯世界的第一美人。
為性格傻氣的女性，即使身處危機仍泰然自若。
台視播放版本的譯名是「莎拉公主」。
佟丹
一名為了能向莎菈菈公主求婚成功、而居留在她王宮内生活的男子。
是作品中的美型角色，但有許多遭殃的橋段演出:
名字同阿拉伯神話《一千零一夜》裡的宰相人物「佟丹」的日語讀法。台視播放版本的譯名是「坦登王子」。
阿拉丁
遊蕩在巴格達市內的竊賊男孩，之後與神童隼人等人結為朋友一同行動。
名字同阿拉伯神話人物「阿拉丁」，台視播放版本的譯名則是「阿金」。
小龍
阿拉丁在尼伯龍根之歌背景的時光冒險中，帶回的小飛龍，事後作為寵物飼養。
阿布多拉
具備魔法技能、自稱為「巴格達第一魔法師」的矮胖男人。
奉奧蘭多魯的指令將莎菈菈公主綁架擄走，並奪取神童隼人身上的飛天壺佔為己有。
台視播放版本的譯名是「阿布拉」。
神燈精靈
由阿布多拉手上的魔法燈壺所產生、具備強大能力的精靈，外型為超人風格打扮模樣的巨人。
喜愛高聲大笑，並常有讓眾人無法猜測的脫序行為，熱愛的食物則是考蜥蜴尾巴。
台視播放版本的譯名是「神燈巨人」。
奧蘭多魯
一名迷戀莎菈菈公主的大公，奉命手下阿布多拉前去綁架她作為妻子。
台視播放版本的譯名是「大臣」。
李奧納多博士
飛天壺的開發者，一名聰明但懶散的科學家。
真實身份為文藝復興時代的天才李奧納多·達文西，因某個意外因素穿越時空漂流到二十世紀的日本。
台視播放版本的譯名是「雷歐博士」。

## 配音人員
| 角色名       | 配音員     | 配音員 | 配音員  | 配音員  |
| 角色名       | 日本       | 台灣   | 香港TVB | 香港ATV |
| ------------ | ---------- | ------ | ------- | ------- |
| 飛天壺       | 千葉繁     | 劉傑   |         | 曾秉輝  |
| 神童隼人     | 三矢雄二   |        |         |         |
| 新舞由美     | 西原久美子 |        | 曾佩儀  | 龍德瓊  |
| 莎菈菈       | 佐久間麗   |        |         | 譚淑英  |
| 佟丹         | 神谷明     | 官志宏 |         |         |
| 阿拉丁       | 三田友子   |        |         | 徐愛貞  |
| 小龍         | 佐久間麗   |        |         |         |
| 阿布多拉     | 瀧口順平   |        |         |         |
| 神燈精靈     | 笹岡繁藏   |        |         |         |
| 奧蘭多魯     | 笹岡繁藏   |        |         |         |
| 李奧納多博士 | 千葉繁     |        |         |         |

## 製作人員
- 原案・企劃：岡正
- 導演：湯山邦彦
- 系列構成：武上純希
- 主要角色設計・作畫監督：蘆田豐雄
- 其他角色設計：Studio Live
- 色彩設定：中野倫明
- 美術監督：新井寅雄
- 美術助手：朝倉千登勢
- 音響監督：藤山房伸
- 音樂：朝倉紀行、入江純
- 撮影監督 - 福田岳志
- 剪輯：邊見俊夫、關一彦、古橋宏
- 影片製作人：清水賢治、加藤裕子、加藤博
- 聯合製作人：山田登
- 生產製作人：梅原勝
- 製作動畫室：PRODUCTION REED
- 資金處理：沼田篤良、上野澄明、瀧山正夫、佐藤俊彦
- 作品製作：富士電視台、FCI INC.、Fuji Eito

## 插入歌

### 開頭曲
- 《夢想中的時光機器》

演唱：JAG-TOY
作詞：森雪之丞
作曲：朝倉紀行

### 片尾曲
- 《不再回歸的友人》

演唱：JAG-TOY
作詞：森雪之丞
作曲：朝倉紀行
- 《就在身旁》

演唱：ribbon
作詞：三浦德子
作曲：後藤次利

## 外部連結
- 動畫室PRODUCTION REED的《超時空遊俠》介紹頁面 （页面存档备份，存于）（日語）
- 互联网电影数据库（IMDb）上《超時空遊俠》的资料（英文）